# Isabel II của Tây Ban Nha
Isabel II của Tây Ban Nha (tiếng Tây Ban Nha: Isabel II, María Isabel Luisa de Borbón y Borbón-Dos Sicilias; 10 tháng 10 năm 1830 – 9 tháng 4 năm 1904) là Nữ vương Tây Ban Nha từ năm 1833 cho đến khi bị phế truất vào năm 1868. Bà là nữ vương duy nhất trị vì trong lịch sử thống nhất của Tây Ban Nha.
Isabel là con gái lớn của Vua Fernando VII và Vương hậu Maria Christina. Ngay trước khi Isabel chào đời, cha bà đã ban hành Sắc lệnh thực dụng 1830 để đảo ngược Luật Salic và đảm bảo quyền kế vị của con gái đầu lòng của ông, do ông không có con trai. Bà lên ngôi một tháng trước sinh nhật lần thứ 3 của mình, nhưng quyền kế vị của bà đã bị chú của bà là Hoàng thân Carlos (người sáng lập phong trào Carlist) phản đối, người đã từ chối công nhận một nữ quân chủ dẫn đến Chiến tranh Carlist. Dưới sự nhiếp chính của mẹ bà, Tây Ban Nha chuyển từ chế độ quân chủ chuyên chế sang chế độ quân chủ lập hiến, thông qua Quy chế Hoàng gia năm 1834 và Hiến pháp Tây Ban Nha năm 1837.
Isabel được tuyên bố đã đủ tuổi và bắt đầu cai trị trực tiếp vào năm 1843. Triều đại thực sự của bà là một giai đoạn được đánh dấu bằng những âm mưu trong cung đình, âm mưu trong doanh trại và pronunciamientos quân sự. Cuộc hôn nhân của bà với Francisco de Asís, Công tước xứ Cádiz không hạnh phúc, và hành vi cá nhân cũng như tin đồn về các mối quan hệ đã làm tổn hại đến danh tiếng của bà. Vào tháng 9 năm 1868, một cuộc nổi loạn trên biển bắt đầu ở Cadiz, đánh dấu sự khởi đầu của Cách mạng Vinh quang. Việc lực lượng của bà bị Thống chế Francisco Serrano, Công tước thứ 1 xứ la Torre đánh bại đã chấm dứt triều đại của bà và bà phải lưu vong ở Đệ Nhị Đế chế Pháp. Năm 1870, bà chính thức thoái vị khỏi ngai vàng Tây Ban Nha để ủng hộ con trai mình là Vương tử Alfonso. Năm 1874, Đệ nhất Cộng hòa Tây Ban Nha bị lật đổ trong một cuộc đảo chính. Chế độ quân chủ Bourbon được phục hồi, và Alfonso lên ngôi với tư cách là Vua Alfonso XII. Isabel trở về Tây Ban Nha hai năm sau đó nhưng sớm rời đi Pháp, nơi bà sống cho đến khi qua đời vào năm 1904.
Dưới triều đại của Isabel II, Tây Ban Nha đã lập liên minh với Pháp, hợp quân tấn công Đà Nẵng vào năm 1858 và Gia Định vào năm 1859. Thông qua Hòa ước Nhâm Tuất (1862) ký với triều đình Nhà Nguyễn, Tây Ban Nha và Pháp đã thu về nhiều quyền lợi. 

## Ra đời và giai đoạn nhiếp chính

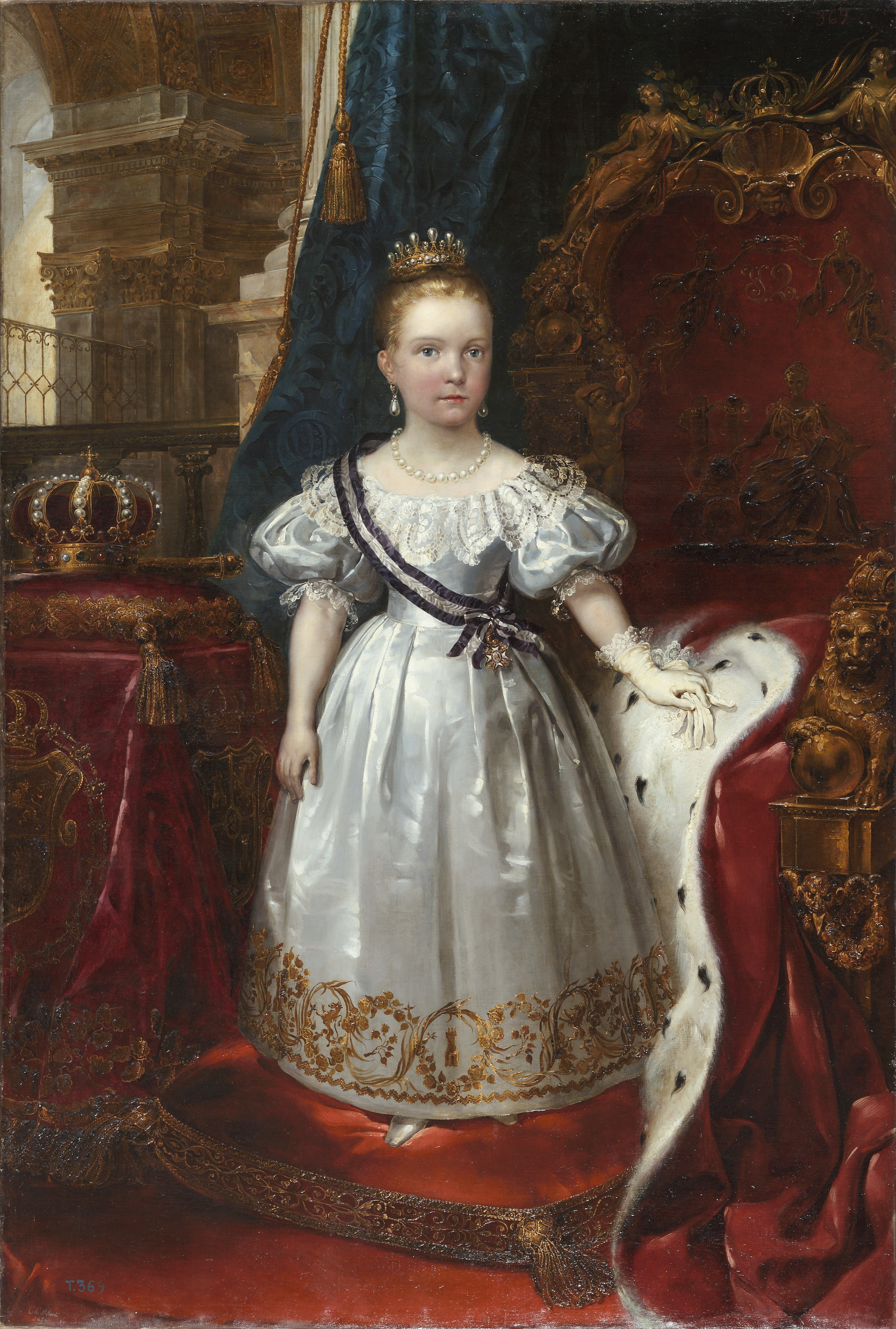
Isabella II khi còn nhỏ. Cô được miêu tả đang đeo dải băng của Huân chương Vương hậu Maria Luisa.

Isabel sinh ra tại Cung điện Hoàng gia Madrid năm 1830, là con gái cả của Vua Fernando VII của Tây Ban Nha, và người vợ thứ tư, cũng là cháu gái của ông, Maria Cristina của Hai Sicilie. Bà được giao cho nữ gia sư hoàng gia María del Carmen Machín y Ortiz de Zárate. Vương thái hậu Maria Christina trở thành nhiếp chính vào ngày 29 tháng 9 năm 1833, khi cô con gái 3 tuổi Isabel của bà được tuyên bố là nữ vương Tây Ban Nha sau cái chết của vua cha Fernando VII.
Isabel lên ngôi vì Fernando VII đã thuyết phục Cortes Generales giúp ông bãi bỏ luật Salic, do Nhà Bourbon sử dụng từ đầu thế kỷ XVIII, và tái lập luật kế vị cũ của Tây Ban Nha. Luật Salic cấm nữ giới nắm vương quyền, nên người đầu tiên lên ngôi sau cái chết của Fernando VII chính em trai của chính vị vua này là Hoàng thân Carlos, Bá tước xứ Molina, Carlos đã chiến đấu trong 7 năm trong thời kỳ Isabel còn nhỏ để tranh chấp ngai vàng của bà (xem Chiến tranh Carlist lần thứ nhất). Những người ủng hộ Carlos và hậu duệ của ông được gọi là Carlists, và cuộc chiến giành quyền kế vị là chủ đề của một số cuộc chiến tranh Carlist vào thế kỷ XIX.
Triều đại của Isabel chỉ được duy trì thông qua sự hỗ trợ của quân đội. Cortes và những người Tự do Ôn hòa và Tiến bộ đã tái lập chính quyền lập hiến và nghị viện, giải tán các giáo đoàn và tịch thu tài sản của họ (bao gồm cả tài sản của Dòng Tên), và cố gắng khôi phục trật tự tài chính của Tây Ban Nha. Sau cuộc chiến tranh Carlist, nhiếp chính, Maria Christina, đã từ chức để nhường chỗ cho Baldomero Espartero, Thân vương xứ Vergara, vị tướng Isabelline thành công và được yêu mến nhất. Espartero, một người Tiến bộ, chỉ làm nhiếp chính trong 2 năm.
Thời kỳ bà còn niên thiếu, Tây Ban Nha đã chứng kiến căng thẳng với Hoa Kỳ về vụ việc Amistad.
Baldomero Espartero bị phế truất vào năm 1843 bởi một tuyên ngôn quân sự và chính trị do các tướng Leopoldo O'Donnell và Ramón María Narváez lãnh đạo. Họ thành lập một nội các, do Joaquín María López y López chủ trì. Chính phủ này đã thuyết phục Cortes tuyên bố Isabel lúc đó 13 tuổi, đã đủ tuổi cai trị. Từ khi bà bắt đầu trị vì vào năm 1833 cho đến khi Margrethe II của Đan Mạch thoái vị vào năm 2024, tại bất kỳ thời điểm nào, đều có một nữ vương trị vì ở châu Âu.

## Trưởng thành và trực tiếp trị vì

### Khởi đầu

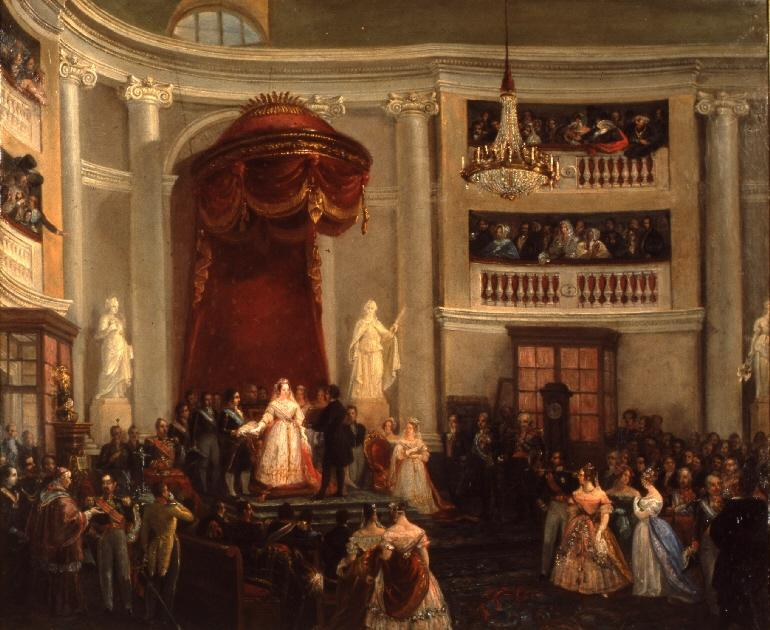
Isabella tuyên thệ trước Hiến pháp, của José Castelaro.

Isabel được tuyên bố đủ tuổi trị vì Tây Ban Nha và tuyên thệ trước Hiến pháp năm 1837 vào ngày 10 tháng 11 năm 1843, ở tuổi 13. Bất chấp quyền tối cao của quốc hội, nhưng trên thực tế, "sự tin tưởng kép" đã khiến Isabel có vai trò trong việc thành lập và bãi bỏ các chính phủ, làm suy yếu những người tiến bộ. Liên minh không dễ dàng giữa những người ôn hòa và những người tiến bộ đã lật đổ Espartero vào tháng 7 năm 1843 đã tan rã vào thời điểm nữ vương đến tuổi trưởng thành. Sau một chính phủ ngắn ngủi do Salustiano de Olózaga y Almandoz tiến bộ lãnh đạo, những người ôn hòa đã bầu ứng cử viên của họ, Pedro José Pidal, làm chủ tịch Cortes. Sau quyết định giải tán Cortes thù địch tiếp theo của Olózaga vào ngày 28 tháng 11, tin đồn về việc bị cáo buộc ép nữ vương ký sắc lệnh hoàng gia đã lan truyền. Kết quả là, Olózaga bị truy tố, cách chức và buộc phải lưu vong, trong khi Đảng Tiến như rắn mất đầu, đây là điểm khởi đầu cho sự bất mãn ngày càng tăng của họ đối với chế độ quân chủ của Isabel.

### Década moderada

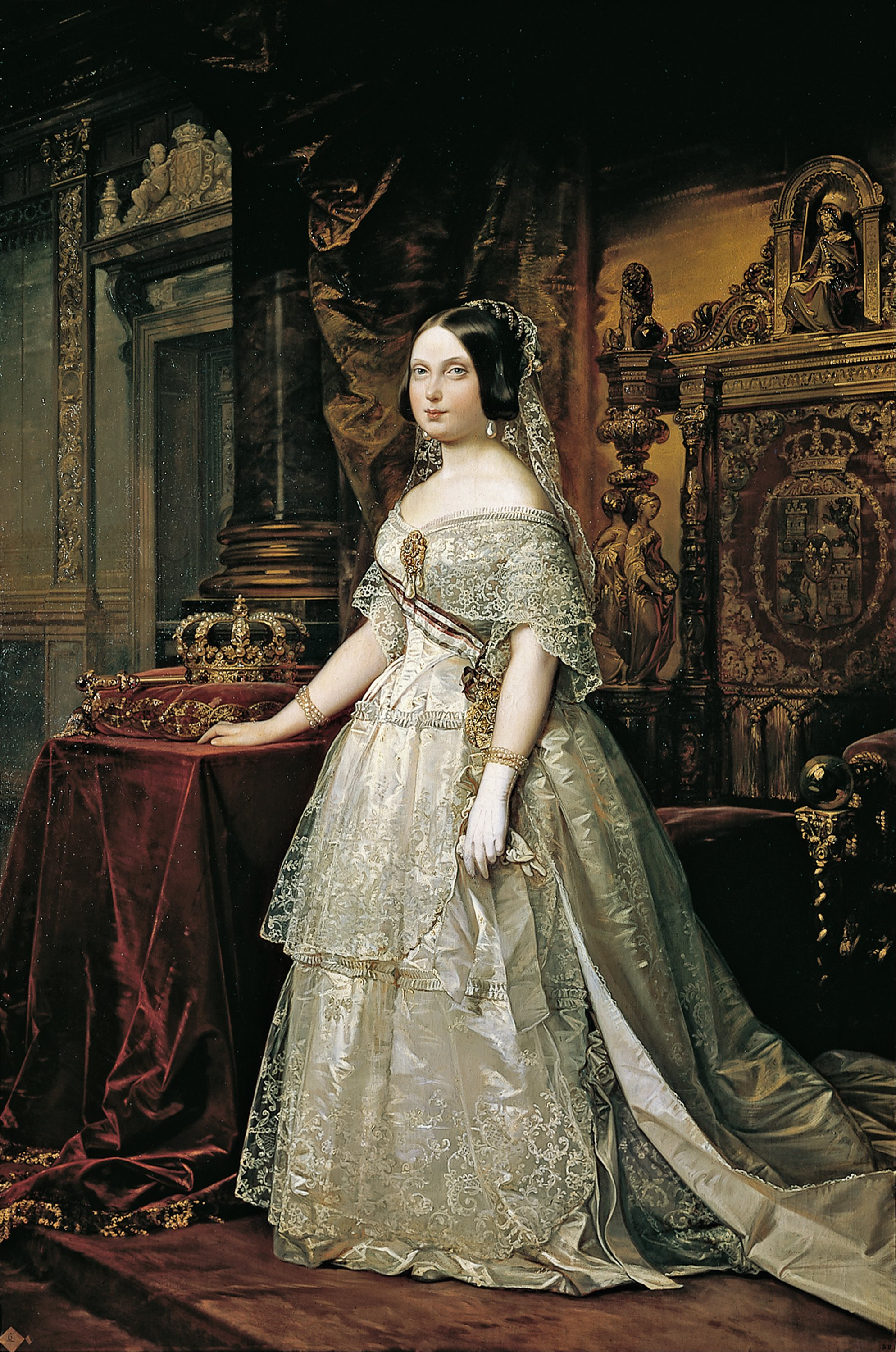
Bức tranh chân dung Isabella II của Federico de Madrazo y Kuntz (1844).

Giai đoạn này được không chế hoàn toàn bởi Nguyên soái Narváez, với biệt danh El Espadón de Loja (""Thanh kiếm lớn của Loja""), giai đoạn này được gọi là "Década moderada" bắt đầu vào năm 1844. Các cải cách hiến pháp do Narváez đưa ra đã rời xa Hiến pháp năm 1837, bằng cách phủ nhận chủ quyền quốc gia và củng cố quyền lực của quốc vương, đến mức thiết lập "chủ quyền chung" giữa Cortes và Nữ vương.
Vào ngày 10 tháng 10 năm 1846, Đảng Ôn hòa đã ép nữ vương 16 tuổi của họ phải kết hôn với người em họ đời đầu của bà là Francisco de Asís, Công tước xứ Cádiz (1822–1902), cùng ngày mà em gái của bà, Infanta Luisa Fernanda, kết hôn với Antoine d'Orléans, Công tước xứ Montpensier. Isabella được cho là đã bình phẩm rằng: "Tôi sẽ nói gì với anh về một người đàn ông mà tôi thấy mặc nhiều ren hơn tôi mặc trong đêm tân hôn của chúng tôi?".
Những cuộc hôn nhân này phù hợp với Louis-Philippe I của Pháp, người đã có xung đột dữ dội với nước Anh. Tuy nhiên, những cuộc hôn nhân này không hạnh phúc; có tin đồn dai dẳng cho rằng không có đứa con nào của Isabella là con thật sự giữa bà với chồng, người được cho là đồng tính luyến ái. Đảng Carlist khẳng định rằng người thừa kế ngai vàng, sau này trở thành vua Alfonso XII của Tây Ban Nha, có cha là một đội trưởng đội cận vệ, Enrique Puigmoltó y Mayans.

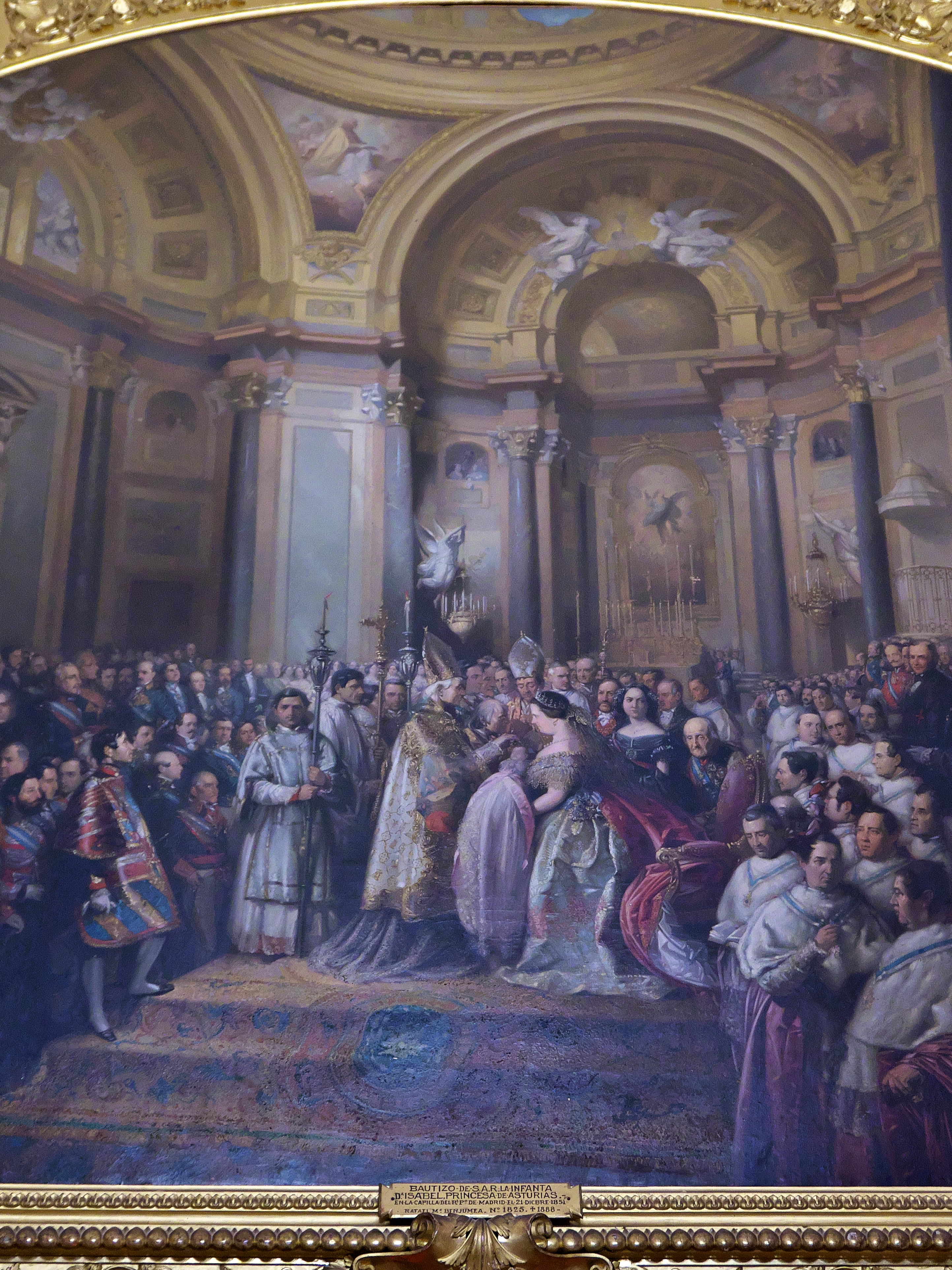
Lễ rửa tội của Nữ thân vương xứ Asturias vào tháng 12 năm 1851, bởi Rafael Benjumea

Năm 1847, một vụ bê bối lớn đã xảy ra khi Isabella, lúc này 17 tuổi, công khai thể hiện tình yêu của mình với Tướng Serrano và mong muốn ly hôn với chồng là Francisco de Asís; mặc dù Narváez và mẹ của Isabella là Maria Christina đã giải quyết được vấn đề đặt ra cho chế độ quân chủ—Serrano đã được chuyển khỏi thủ đô đến chức vụ tướng quân của Granada vào năm 1848—, nhưng hình ảnh của nữ vương trước công chúng ngày càng xấu đi kể từ đó. Sau cuộc cách mạng năm 1848, Narváez được ủy quyền cai trị như một nhà độc tài để đàn áp các nỗ lực nổi loạn cho đến năm 1849.
Vào cuối năm 1851, Isabella II đã sinh con gái đầu lòng và là người thừa kế hợp pháp, người đã được rửa tội vào ngày 21 tháng 12 với tên gọi María Isabel Francisca de Asís. Các nhà sử học cho rằng cha ruột của Nữ thân vương xứ Asturias là José Ruiz de Arana, Gentilhombre de camara.

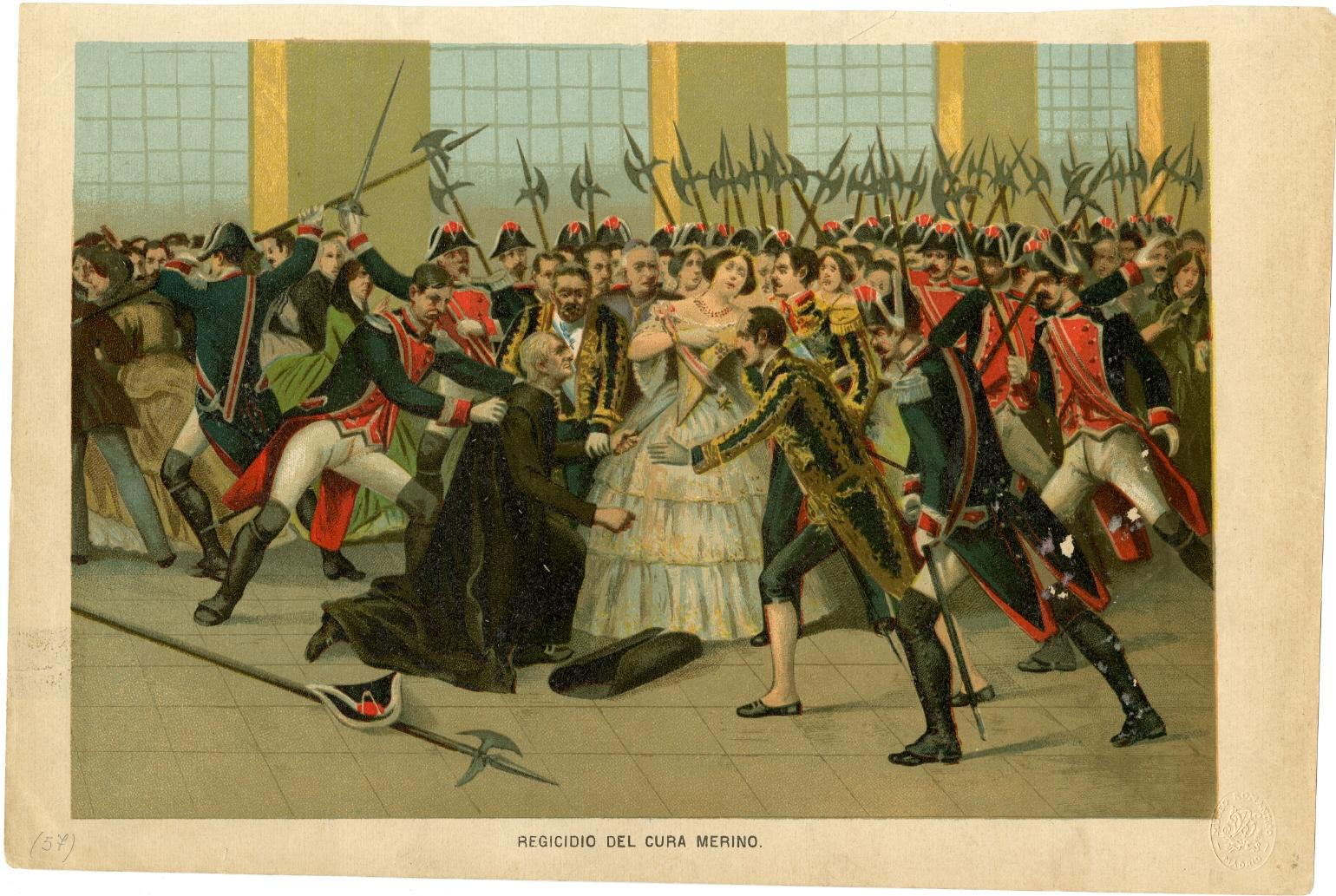
Âm mưu ám sát nữ vương của cura Merino năm 1852

Vào ngày 2 tháng 2 năm 1852, Isabella và Đội cận vệ Hoàng gia đã bị bất ngờ khi Nữ vương đang rời Nhà nguyện của Cung điện Hoàng gia với ý định đi cùng đoàn diễu hành đến Vương cung thánh đường Nuestra Señora de Atocha: Martín Merino y Gómez [es], một linh mục được thụ phong và là nhà hoạt động tự do đã tiếp cận nữ vương với vẻ muốn truyền đạt cho bà  và đâm bà. Tác động đã được giảm bớt nhờ lớp thêu vàng trên váy của bà và dây đai lưng của áo nịt ngực, và vết thương được cho là đâm vào ngực chỉ gây ra một vết rạch nhỏ ở bên phải bụng. Merino, nhanh chóng bị lính cận vệ Hoàng gia bắt giữ (với sự giúp đỡ của các công tước xứ Osuna và Tamames, Hầu tước xứ Alcañices và Bá tước xứ Pinohermoso), kẻ ám sát đã bị cách chức linh mục và bị xử tử bằng cách thắc cổ (Garrote).

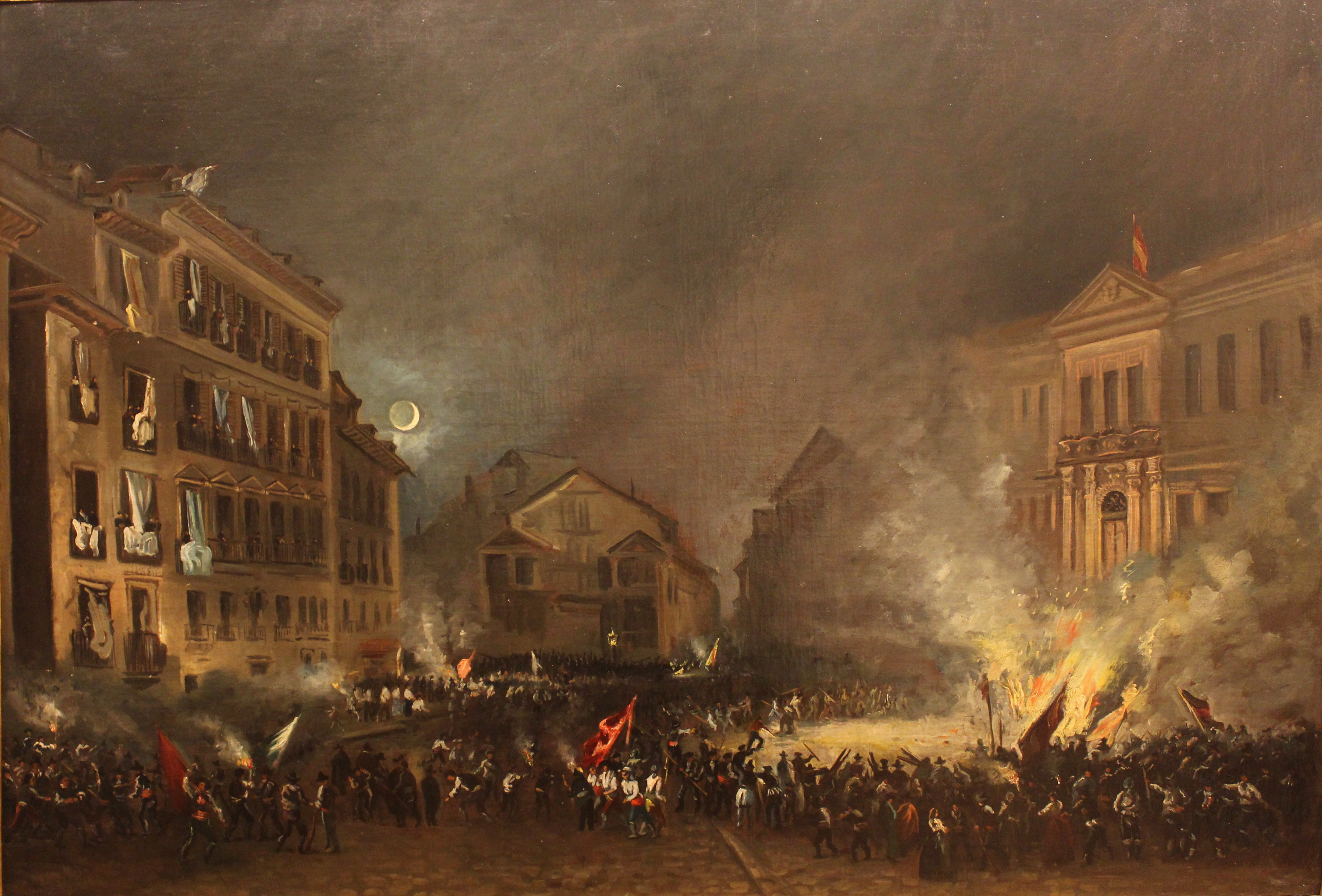
Cách mạng tháng 7 năm 1854 ở Madrid

Chính phủ dưới quyền của Bá tước xứ San Luis (người đã lên làm thủ tướng chỉ nhờ vào sự hỗ trợ từ các mạng lưới của triều đình hoàng gia), hệ thống đã ở trong tình trạng nguy cấp vào tháng 6 năm 1854. Vào ngày 28 tháng 6 năm 1854, một tuyên ngôn quân sự có ý định buộc nữ vương lật đổ chính quyền của Bá tước xứ San Luis, với sự tham gia của Leopoldo O'Donnell (một người ôn hòa "Thanh giáo"), đã diễn ra tại Vicálvaro, còn gọi là Vicalvarada. Cuộc đảo chính quân sự (do những người ôn hòa chi phối) đã có kết quả trái chiều và O'Donnell (được cố vấn bởi Ángel Fernández de los Ríos và Antonio Cánovas del Castillo) sau đó đã tiến hành tìm kiếm sự ủng hộ từ dân chúng, hứa hẹn những cải cách mới không nằm trong kế hoạch ban đầu để thu hút những người cấp tiến, bằng cách đưa ra một "cuộc tái sinh tự do", như đã tuyên bố trong Tuyên ngôn Manzanares, do Antonio Cánovas del Castillo soạn thảo và ban hành vào ngày 7 tháng 7 năm 1854.
Vài ngày sau, tình hình tiếp theo là một cuộc cách mạng toàn diện của nhân dân, với các chính quyền cách mạng được tổ chức vào ngày 17 tháng 7 tại Madrid, và các chướng ngại vật được dựng lên trên đường phố. Với viễn cảnh về một cuộc nội chiến đang ở phía chân trời, Isabella được khuyên nên bổ nhiệm Tướng Espartero (người được sự ủng hộ và lòng tin của người dân) làm thủ tướng. Sự tiếp quản này của Espartero đánh dấu sự khởi đầu của bienio progresista.

### Bienio progresista
Espartero tiến vào thủ đô Tây Ban Nha vào ngày 28 tháng 7, và tiếp tục tách Isabella khỏi ảnh hưởng của mẹ bà là Maria Christina. Trong mọi trường hợp, mặc dù Isabella vẫn chấp nhận lời khuyên của Maria Christina, nhưng nữ vương không thể hiện tình yêu thương sâu sắc của một người con đối với mẹ mình.
Theo sắc lệnh của hoàng gia, Thành phố Iloilo ở Philippines thuộc Tây Ban Nha đã mở cửa cho thương mại quốc tế vào ngày 29 tháng 9 năm 1855, chủ yếu là để xuất khẩu đường và các sản phẩm khác sang Mỹ, Úc và Châu Âu.
Một Hiến pháp Tự do ("Đứa trẻ chưa chào đời") đã được soạn thảo vào năm 1856, nhưng nó chưa bao giờ được ban hành vì cuộc đảo chính phản cách mạng của O'Donnell.

## Cuối triều đại

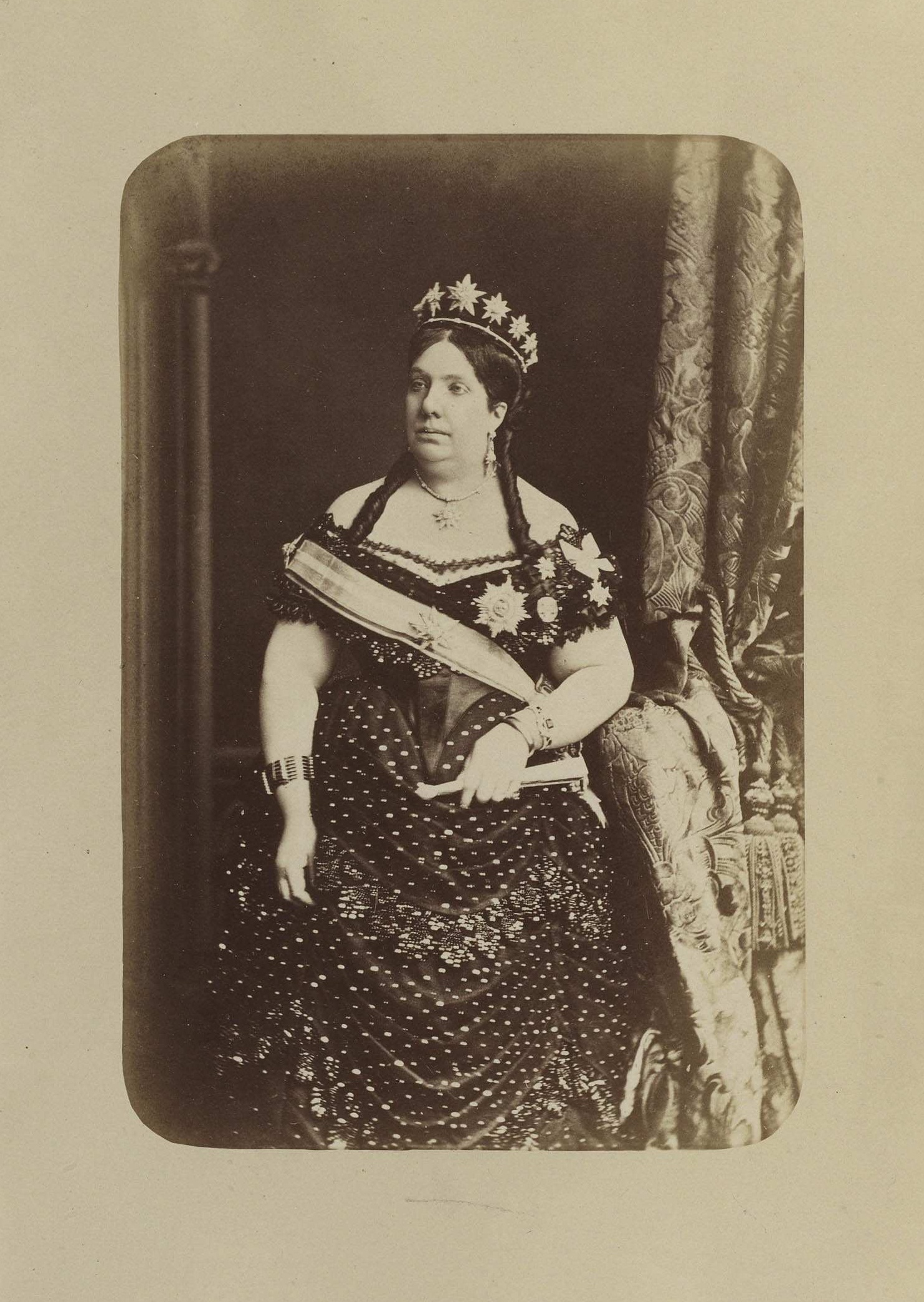
Isabella năm 1868

Vào ngày 28 tháng 11 năm 1857, Isabella II đã sinh ra một người thừa kế nam, người đã được rửa tội vào ngày 7 tháng 12 năm 1857 với tên gọi là Alfonso Francisco de Asís Fernando Pío Juan María Gregorio y Pelagio. Được các nhà sử học cho là con trai ruột của Enrique Puigmoltó y Mayans [es]. Vương tử Alfonso đã thay thế vương nữ Isabella trở thành Thân vương xứ Asturias, được biết đến với biệt danh el Puigmoltejo, liên quan đến những tin đồn về cha ruột của cậu. Isabella II đã thể hiện tình cảm đặc biệt với đứa trẻ, lớn hơn tình cảm dành cho các con gái của bà.
Vào giai đoạn sau của triều đại, Isabel đã chứng kiến một cuộc chiến tranh chống lại Maroc (1859–1860), kết thúc bằng một hiệp ước có lợi cho Tây Ban Nha và Maroc phải nhượng lại một số lãnh thổ của họ, Tây Ban Nha chiếm lại Santo Domingo (1861–1865) và Chiến tranh quần đảo Chincha (1865–1866) vô ích chống lại Bolivia, Chile, Ecuador và Peru.
Năm 1858, Tây Ban Nha đã lập liên minh với Pháp, hợp quân tấn công Đà Nẵng vào năm 1858 và Gia Định vào năm 1859 của Đại Nam. Thông qua Hòa ước Nhâm Tuất (1862) ký với triều đình Nhà Nguyễn, Tây Ban Nha và Pháp đã thu về nhiều quyền lợi. 

### Cách mạng và đảo chính
Vào tháng 8 năm 1866, các lực lượng lưu vong bao gồm cả hai thành phần từ Đảng Dân chủ và Đảng Tiến bộ đã bí mật họp tại Bỉ và ký vào Hiệp ước Ostend [es] theo sáng kiến của Thống chế Prim, nhằm lật đổ vương quyền của Isabella. Vào ngày 7 tháng 7 năm 1868, Isabella đã trục xuất em gái và em rể của mình khỏi Tây Ban Nha, vì họ có liên quan đến một âm mưu chống lại Vương miện thông đồng với các tướng lĩnh từ Liên minh Tự do.
Từ cuối mùa hè, Isabella II đã tận hưởng kỳ nghỉ truyền thống của mình trên bờ biển tại Lekeitio, Biscay. Đoàn tùy tùng hoàng gia đã di chuyển đến San Sebastián để tổ chức một cuộc gặp với hai vợ chồng Hoàng đế Napoleon III và Eugenia xứ Montijo, dự kiến vào ngày 18 tháng 9, nhưng cuộc gặp đã không diễn ra vì gia đình hoàng gia Pháp đã không đến kịp.
Vào ngày hôm đó, tuyên bố Pronunciamiento đã diễn ra tại Cádiz. Dưới sự lãnh đạo của Thống chế Prim và Đô đốc Topete (bản thân ông là người trung thành với Công tước xứ Montpensier vô điều kiện), cuộc cách mạng này đánh dấu sự khởi đầu của Cách mạng Vinh quang. Đảng Dân chủ đã cung cấp cho cuộc nổi loạn sự ủng hộ của người dân, khiến nó vượt qua bản chất của một tuyên bố quân sự đơn thuần thành một cuộc cách mạng thực sự.
Các yếu tố dẫn đến cuộc cách mạng bao gồm sự mệt mỏi của những người ôn hòa bị Vương quyền xa lánh và những người tiến bộ thậm chí hầu như không có cơ hội để tham gia chính phủ. Cả hai đều phát triển mối quan hệ với chế độ quân chủ Isabelline. Các yếu tố khác là hành vi cá nhân của nữ vương, sự tham nhũng, việc phá bỏ khả năng cải cách chính trị và cuộc khủng hoảng kinh tế khiến giai cấp tư sản xa lánh. Các nhà sử học xem xét nguồn gốc xã hội của cuộc cách mạng nhấn mạnh rằng nông dân, Giai cấp tiểu tư sản và giai cấp vô sản đã hình thành nên một sự thay thế cho giai cấp tư sản thực sự, được thể hiện thông qua các lực lượng cộng hòa liên bang và tiến bộ.

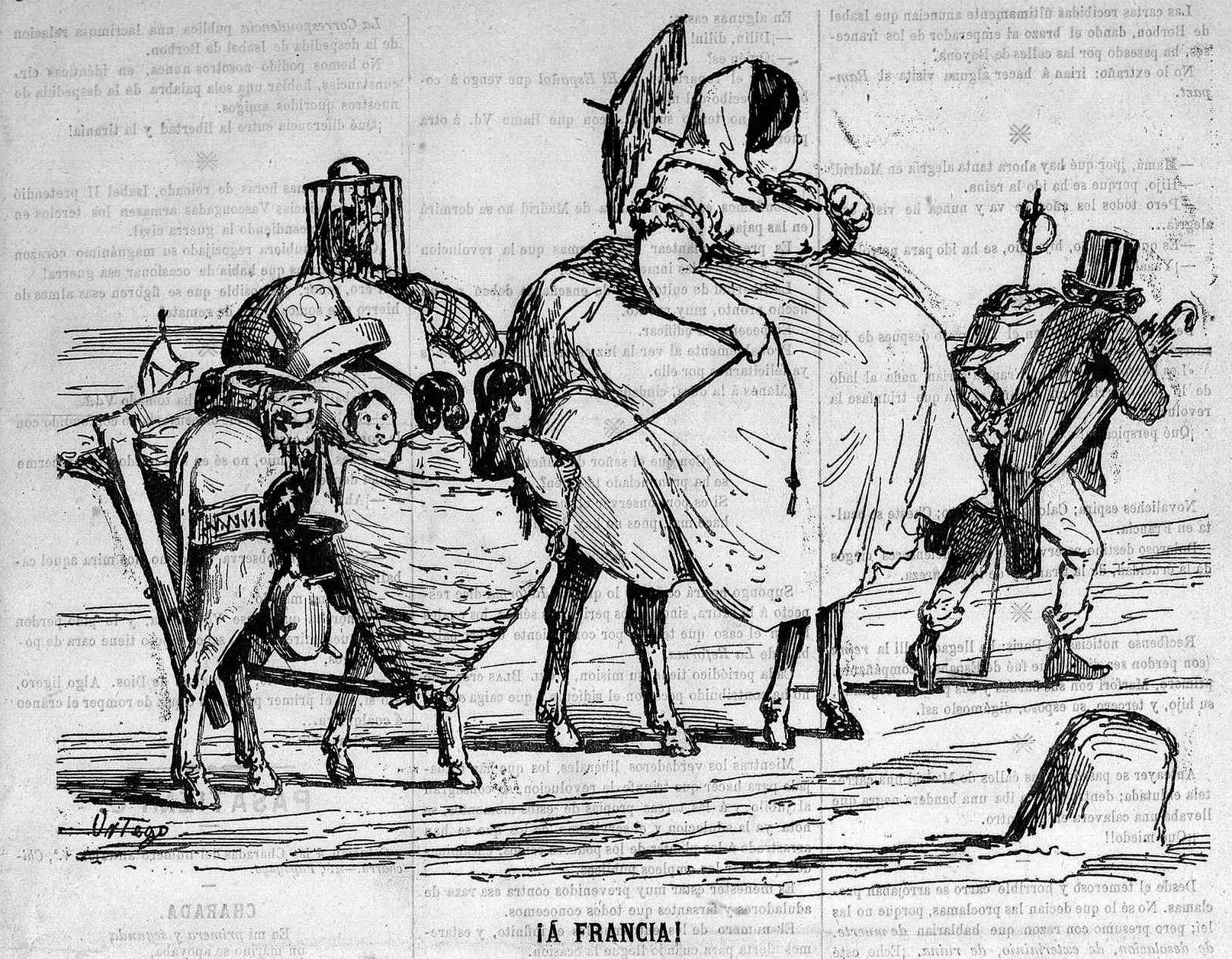
Đến Pháp!, một bức biếm họa của Francisco Ortego mô tả cảnh lưu vòng của Isabella được xuất bản trong Gil Blas vào ngày 4 tháng 10 năm 1868

Đến tháng 9 năm 1868, Isabella đã trở thành một vị quân chủ bị từ chối, và trong giai đoạn đầu của cuộc cách mạng, những vụ việc phá hủy biểu tượng chính trị do quần chúng thực hiện đã diễn ra, dẫn đến việc phá hủy nhiều biểu tượng và huy hiệu của triều đại Bourbon, một bản án Damnatio memoriae đúng nghĩa.
Việc lực lượng của Isabel do Manuel Pavía y Lacy chỉ huy bị lực lượng cách mạng do Thống chế Serrano chỉ huy đánh bại tại Trận Alcolea ngày 28 tháng 9 năm 1868 đã dẫn đến sự sụp đổ hoàn toàn của triều đại kéo dài 35 năm của Isabella II. Theo tin tức, Isabella và đoàn tùy tùng của bà đã rời San Sebastián và đi lưu vong bằng cách đi tàu đến Biarritz (Pháp) vào ngày 30 tháng 9. Khi Isabella vào Pháp sau khi thoái vị, đoàn tàu của bà đã đi ngang qua một nhóm người lưu vong trở về Tây Ban Nha, những người đã chế giễu bà bằng những tiếng hô "Đả đảo bọn Bourbon!", "Tự do muôn năm!" và "Cộng hòa muôn năm!".
Prim—lãnh đạo của những người cấp tiến tự do—được người dân Madrilen đón tiếp trong tâm trạng lễ hội khi ông đến thủ đô vào đầu tháng 10. Ông đã đọc bài phát biểu nổi tiếng của mình về "ba điều không bao giờ" nhằm vào người nhà Bourbon. Tại Puerta del Sol, ông đã trao một cái ôm mang tính biểu tượng cao cho Serrano, thủ lĩnh của lực lượng cách mạng chiến thắng trên cây cầu Alcolea.

## Cuộc sống lưu vong
Sau khi vượt qua biên giới Pháp-Tây Ban Nha bằng tàu hỏa vào ngày 30 tháng 9, Nữ vương và chồng đã dành 5 tuần tại Château de Pau để lên kế hoạch cho tương lai của họ ở Paris. Họ đến thủ đô nước Pháp vào ngày 8 tháng 11, định cư tại Rue de Rivoli 172. Isabel buộc phải từ bỏ quyền quân chủ của mình vào ngày 25 tháng 6 năm 1870 để ủng hộ quyền thừa kế của con trai bà là Vương thái thử Alfonso. Liên quan đến một cuộc giải quyết kinh tế, sự chia cắt chính thức giữa Isabel và Francisco đã phụ thuộc vào việc chuyển giao quyền kế vị của cựu nữ vương cho con trai bà.

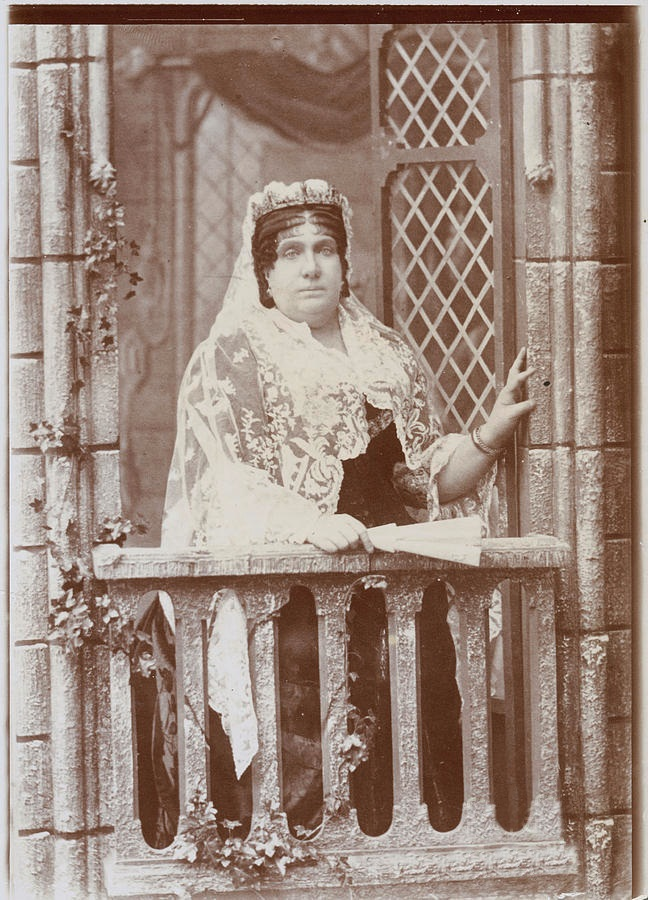
Cựu nữ vương tại Paris

Sau khi Quốc hội Tây Ban Nha bầu Vương tử Amadeo, Công tước xứ Savoy (con trai thứ hai của Vua Victor Emmanuel II) lên ngai vàng Tây Ban Nha vào tháng 11 năm 1870, Isabel đã hòa giải với em rể của mình là Công tước xứ Montpensier vào năm 1871, người đảm nhận việc quản lý chính trị của gia đình.
Đệ nhất Cộng hòa Tây Ban Nha sau thời gian tồn tại ngắn ngủi sau khi Amadeo từ bỏ ngai vàng đã bị lật đổ bởi một cuộc đảo chính quân sự bắt đầu ở Sagunto bởi Tướng Arsenio Martínez Campos vào ngày 29 tháng 12 năm 1874, tuyên bố khôi phục chế độ quân chủ và triều đại Bourbon dưới sự lãnh đạo của con trai Isabel là Alfonso XII, người đã đặt chân trở về Barcelona vào ngày 9 tháng 1 năm 1875.
Sau năm 1875, Isabel sống với Ramiro de la Puente y González Nandín, thư ký và chánh văn phòng của bà.
Cánovas del Castillo, nhân vật chủ chốt của chế độ mới, đã tin rằng Isabel là trở ngại đối với Vương quyền, vì thế ông đã viết cho cựu nữ vương một lá thư thẳng thắn nêu rõ "Bệ hạ không phải là một người, mà là một triều đại, đó là một thời điểm lịch sử, và điều đất nước cần là một triều đại khác, một thời điểm khác". Ông đã quyết tâm không để cho Isabel bước vào thủ đô Tây Ban Nha trước khi công bố hiến pháp mới vào tháng 6 năm 1876.
Isabel trở về Tây Ban Nha vào tháng 7 năm 1876, ở lại Santander và El Escorial], bà chỉ được phép đến thăm Madrid trong vài giờ vào ngày 13 tháng 10. Bà chuyển đến Seville, nơi bà ở lại lâu hơn và rời đi để trở lại Pháp vào năm 1877. Con trai của Isabel sẽ kết hôn với Mercedes xứ Orléans (em họ đời đầu của Alfonso và là con gái của Công tước xứ Montpensier) vào năm 1878, nhưng Mercedes đã qua đời 5 tháng sau đám cưới.
Isabel chủ yếu sống ở Paris trong suốt quãng đời còn lại của mình, bà ở tại Palacio Castilla. Bà đã đến thăm Seville một số lần.
Bà đã viết di chúc của mình tại Paris vào tháng 6 năm 1901, trong di chúc bà mong muốn sẽ được chôn cất tại El Escorial. Chưa đầy một tháng sau khi trải qua cơn cảm lạnh được các bác sĩ chẩn đoán là "cúm", bà qua đời vào ngày 9 tháng 4 năm 1904, lúc 8:45 sáng. Thi hài của bà được chuyển từ Palacio Castilla đến Gare d'Orsay, và đến El Escorial vào ngày 15 tháng 4. Lễ tang diễn ra vào ngày hôm sau tại San Francisco el Grande.

## Hậu duệ

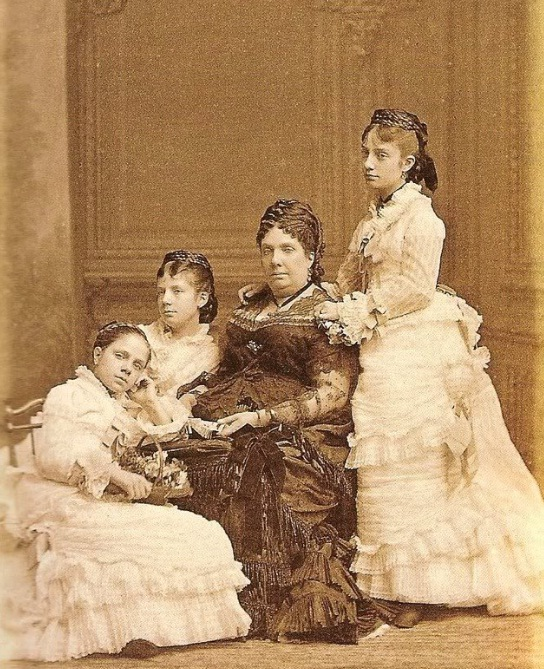
Isabel II cùng ba cô con gái út Pilar, Paz và Eulalia

Isabella mang thai 12 lần nhưng chỉ có 5 người con sống đến tuổi trưởng thành:
- Vương tử Luis Fernando (20 tháng 5 năm 1849), thai chết lưu.
- Vương tử Fernando Francisco (12 tháng 7 năm 1850), qua đời năm phút sau khi sinh.
- Vương nữ María Isabel (1851–1931): kết hôn với người em họ đời đầu của mẹ và cha là Thân vương Gaetan, Bá tước xứ Girgenti.
- Vương nữ Maria Cristina (5 tháng 1 năm 1854 - 7 tháng 1).
- Vương nữ Margarita (23 tháng 9 năm 1855 - 24 tháng 9 năm 1855), bà sinh non.
- Vương tử Francisco de Asis Fernando (21 tháng 12 năm 1856), thai chết lưu.
- Alfonso XII của Tây Ban Nha (1857–1885) Vua tương lai của Tây Ban Nha.
- Vương nữ Maria de la Conception (1859 - 21 tháng 10 năm 1861).
- Vương nữ María del Pilar (1861–1879).
- Vương nữ María de la Paz (1862–1946); kết hôn với anh họ bên nội là Thân vương Louis Ferdinand xứ Bayern.
- Vương nữ María Eulalia (1864–1958); kết hôn với anh họ bên nội là Antonio d'Orléans, Công tước xứ Galliera.
- Vương tử Francisco de Asis Leopoldo Maria Enrique (24 tháng 1 năm 1866 - 14 tháng 2 năm 1866).

Có nhiều suy đoán rằng một số hoặc tất cả các con của Isabel không phải là con của Francisco de Asís; điều này được củng cố bởi tin đồn rằng Francisco de Asís là người đồng tính hoặc bất lực. Francisco de Asís nhận tất cả các con của Isabel là con của mình: ông đóng vai kẻ bị xúc phạm, tiến hành tống tiền nữ vương để nhận tiền đổi lại việc giữ im lặng. Việc tống tiền của chồng bà sẽ tiếp tục và gia tăng trong thời gian bà sống lưu vong.

## Vinh dự
- Tây Ban Nha: Dame of the Order of Queen Maria Luisa, 10 October 1830[62]
- Áo: Knight Grand Cordon with Collar of the Royal Hungarian Order of Saint Stephen[63]
- Áo: Dame of the Order of the Starry Cross, 1st Class[63]
- Brasil: Knight Grand Cordon of the Imperial and Royal Order of Christ[63]
- Brasil:: Knight Grand Cordon with Collar of the Imperial and Royal Order of the Southern Cross, 1848[63]
- France
  -  Bourbon-French Royal Family: Knight Grand Cross of the Royal Order of the Holy Spirit
  -  Bourbon-French Royal Family: Knight Grand Cross with Collar of the Royal Order of Saint Michael
  -  French Imperial Family: Knight Grand Cordon with Collar of the Imperial Order of the Legion of Honour[63]
- Bavaria: Knight Grand Cross with Chain of the Order of Saint Hubert[63]
- Bavaria: Dame Grand Cross of the Order of Theresa[63]
- Bavaria: Dame Grand Cross of the Order of Saint Elizabeth[63]
- Saxe-Weimar-Eisenach: Knight Grand Cross of the Order of the White Falcon, 1 November 1861[64]
- Saxony: Knight Grand Cross of the Order of the Rue Crown[63]
- Saxony: Dame Grand Cross of the Order of Sidonia[63]
- Saxony: Dame of the Order of Maria-Anna, Special Class[63]
- Greece: Knight Grand Cross of the Order of the Redeemer[63]
- Italy
  -  Italian Royal Family: Knight Grand Collar of the Supreme Order of the Most Holy Annunciation
  -  Italian Royal Family: Knight Grand Cordon of the Order of Saints Maurice and Lazarus
  -  Italian Royal Family: Knight Grand Cordon of the Order of the Crown of Italy
  -  Holy See: Knight Grand Cross with Collar of the Supreme Order of Christ[63]
  -  Two Sicilian Royal Family: Knight Grand Cross with Collar of the Order of Saint Januarius[65]
  -  Two Sicilian Royal Family: Bailiff Knight Grand Cross with Collar of the Two Sicilian Sacred Military Constantinian Order of Saint George
- Mexico
  -  Mexican Republic: Knight Grand Cross with Collar of the National Order of Guadalupe, 1854[66]
  - Bản mẫu:Country data Second Mexican Empire Mexican Imperial Family: Dame Grand Cross of the Imperial Order of Saint Charles, 10 April 1865[67]
- Monaco: Knight Grand Cross of the Order of Saint-Charles, 17 September 1865[63][68]
- Portugal: Knight Grand Cross of the Order of the Immaculate Conception of Vila Viçosa, 23 June 1834[63]
- Portugal: Knight Grand Cross with Collar of the Order of the Tower and Sword[63]
- Portugal: Dame Grand Cross of the Order of Saint Isabel[63]

### Honorific eponyms
- Philippines:
  - Cavite: Bridge of Isabel II
  - Isabela (province)
  - Isabela, Basilan
  - Manila: El Banco Español Filipino de Isabel II former name of the current Bank of the Philippine Islands.
- Puerto Rico:
  - Isabel II: barrio-pueblo (referred to as Isabel Segunda in Spanish) is a barrio and the administrative center (seat) in the downtown area in the island-municipality of Vieques, Puerto Rico.

## Tổ tiên
| \| \| \| \| \| \| \| \| \| \| \| \| \| \| \| \| \| \| \| \| 16. Felipe V của Tây Ban Nha \| \| \| \| \| \| \| \| \| \| \| \| \| \| \| \| \| \| \| \| \| \| \| \| \| \| \| \| \| \| \| \| \| \| \| \| \| \| \| \| \| \| \| \| \| \| \| \| \| \| \| \| \| \| 8. Carlos III của Tây Ban Nha \| \| \| \| \| \| \| \| \| \| \| \| \| \| \| \| \| \| \| \| \| \| \| \| \| \| \| \| \| \| \| \| \| \| \| \| \| \| \| \| \| \| \| \| \| \| \| \| \| \| \| \| \| \| 17. Elisabetta Farnese \| \| \| \| \| \| \| \| \| \| \| \| \| \| \| \| \| \| \| \| \| \| \| \| \| \| \| \| \| \| \| \| \| \| \| \| \| \| \| \| \| \| \| \| \| \| \| \| \| \| \| \| \| \| 4. Carlos IV của Tây Ban Nha \| \| \| \| \| \| \| \| \| \| \| \| \| \| \| \| \| \| \| \| \| \| \| \| \| \| \| \| \| \| \| \| \| \| \| \| \| \| \| \| \| \| \| \| \| \| \| \| \| \| \| \| \| \| 18. August III của Ba Lan \| \| \| \| \| \| \| \| \| \| \| \| \| \| \| \| \| \| \| \| \| \| \| \| \| \| \| \| \| \| \| \| \| \| \| \| \| \| \| \| \| \| \| \| \| \| \| \| \| \| \| \| \| \| 9. Maria Amalia xứ Sachsen \| \| \| \| \| \| \| \| \| \| \| \| \| \| \| \| \| \| \| \| \| \| \| \| \| \| \| \| \| \| \| \| \| \| \| \| \| \| \| \| \| \| \| \| \| \| \| \| \| \| \| \| \| \| 19. Maria Josepha của Áo \| \| \| \| \| \| \| \| \| \| \| \| \| \| \| \| \| \| \| \| \| \| \| \| \| \| \| \| \| \| \| \| \| \| \| \| \| \| \| \| \| \| \| \| \| \| \| \| \| \| \| \| \| \| 2. Fernando VII của Tây Ban Nha \| \| \| \| \| \| \| \| \| \| \| \| \| \| \| \| \| \| \| \| \| \| \| \| \| \| \| \| \| \| \| \| \| \| \| \| \| \| \| \| \| \| \| \| \| \| \| \| \| \| \| \| \| \| 20. Felipe V của Tây Ban Nha (=16) \| \| \| \| \| \| \| \| \| \| \| \| \| \| \| \| \| \| \| \| \| \| \| \| \| \| \| \| \| \| \| \| \| \| \| \| \| \| \| \| \| \| \| \| \| \| \| \| \| \| \| \| \| \| 10. Filippo I xứ Parma \| \| \| \| \| \| \| \| \| \| \| \| \| \| \| \| \| \| \| \| \| \| \| \| \| \| \| \| \| \| \| \| \| \| \| \| \| \| \| \| \| \| \| \| \| \| \| \| \| \| \| \| \| \| 21. Elisabetta Farnese (=17) \| \| \| \| \| \| \| \| \| \| \| \| \| \| \| \| \| \| \| \| \| \| \| \| \| \| \| \| \| \| \| \| \| \| \| \| \| \| \| \| \| \| \| \| \| \| \| \| \| \| \| \| \| \| 5. María Luisa của Parma \| \| \| \| \| \| \| \| \| \| \| \| \| \| \| \| \| \| \| \| \| \| \| \| \| \| \| \| \| \| \| \| \| \| \| \| \| \| \| \| \| \| \| \| \| \| \| \| \| \| \| \| \| \| 22. Louis XV của Pháp \| \| \| \| \| \| \| \| \| \| \| \| \| \| \| \| \| \| \| \| \| \| \| \| \| \| \| \| \| \| \| \| \| \| \| \| \| \| \| \| \| \| \| \| \| \| \| \| \| \| \| \| \| \| 11. Louise Élisabeth của Pháp \| \| \| \| \| \| \| \| \| \| \| \| \| \| \| \| \| \| \| \| \| \| \| \| \| \| \| \| \| \| \| \| \| \| \| \| \| \| \| \| \| \| \| \| \| \| \| \| \| \| \| \| \| \| 23. Maria của Ba Lan \| \| \| \| \| \| \| \| \| \| \| \| \| \| \| \| \| \| \| \| \| \| \| \| \| \| \| \| \| \| \| \| \| \| \| \| \| \| \| \| \| \| \| \| \| \| \| \| \| \| \| \| \| \| 1. Isabel II của Tây Ban Nha \| \| \| \| \| \| \| \| \| \| \| \| \| \| \| \| \| \| \| \| \| \| \| \| \| \| \| \| \| \| \| \| \| \| \| \| \| \| \| \| \| \| \| \| \| \| \| \| \| \| \| \| \| \| 24. Carlos III của Tây Ban Nha (=8) \| \| \| \| \| \| \| \| \| \| \| \| \| \| \| \| \| \| \| \| \| \| \| \| \| \| \| \| \| \| \| \| \| \| \| \| \| \| \| \| \| \| \| \| \| \| \| \| \| \| \| \| \| \| 12. Ferdinando I của Hai Sicilie \| \| \| \| \| \| \| \| \| \| \| \| \| \| \| \| \| \| \| \| \| \| \| \| \| \| \| \| \| \| \| \| \| \| \| \| \| \| \| \| \| \| \| \| \| \| \| \| \| \| \| \| \| \| 25. Maria Amalia xứ Sachsen (=9) \| \| \| \| \| \| \| \| \| \| \| \| \| \| \| \| \| \| \| \| \| \| \| \| \| \| \| \| \| \| \| \| \| \| \| \| \| \| \| \| \| \| \| \| \| \| \| \| \| \| \| \| \| \| 6. Francesco I của Hai Sicilie \| \| \| \| \| \| \| \| \| \| \| \| \| \| \| \| \| \| \| \| \| \| \| \| \| \| \| \| \| \| \| \| \| \| \| \| \| \| \| \| \| \| \| \| \| \| \| \| \| \| \| \| \| \| 26. Franz I của Thánh chế La Mã \| \| \| \| \| \| \| \| \| \| \| \| \| \| \| \| \| \| \| \| \| \| \| \| \| \| \| \| \| \| \| \| \| \| \| \| \| \| \| \| \| \| \| \| \| \| \| \| \| \| \| \| \| \| 13. Maria Karolina của Áo \| \| \| \| \| \| \| \| \| \| \| \| \| \| \| \| \| \| \| \| \| \| \| \| \| \| \| \| \| \| \| \| \| \| \| \| \| \| \| \| \| \| \| \| \| \| \| \| \| \| \| \| \| \| 27. Maria Theresia I của Áo \| \| \| \| \| \| \| \| \| \| \| \| \| \| \| \| \| \| \| \| \| \| \| \| \| \| \| \| \| \| \| \| \| \| \| \| \| \| \| \| \| \| \| \| \| \| \| \| \| \| \| \| \| \| 3. Maria Cristina của Hai Sicilie \| \| \| \| \| \| \| \| \| \| \| \| \| \| \| \| \| \| \| \| \| \| \| \| \| \| \| \| \| \| \| \| \| \| \| \| \| \| \| \| \| \| \| \| \| \| \| \| \| \| \| \| \| \| 28. Carlos III của Tây Ban Nha (=8) \| \| \| \| \| \| \| \| \| \| \| \| \| \| \| \| \| \| \| \| \| \| \| \| \| \| \| \| \| \| \| \| \| \| \| \| \| \| \| \| \| \| \| \| \| \| \| \| \| \| \| \| \| \| 14. Carlos IV của Tây Ban Nha (=4) \| \| \| \| \| \| \| \| \| \| \| \| \| \| \| \| \| \| \| \| \| \| \| \| \| \| \| \| \| \| \| \| \| \| \| \| \| \| \| \| \| \| \| \| \| \| \| \| \| \| \| \| \| \| 29. Maria Amalia xứ Sachsen (=9) \| \| \| \| \| \| \| \| \| \| \| \| \| \| \| \| \| \| \| \| \| \| \| \| \| \| \| \| \| \| \| \| \| \| \| \| \| \| \| \| \| \| \| \| \| \| \| \| \| \| \| \| \| \| 7. María Isabel của Tây Ban Nha \| \| \| \| \| \| \| \| \| \| \| \| \| \| \| \| \| \| \| \| \| \| \| \| \| \| \| \| \| \| \| \| \| \| \| \| \| \| \| \| \| \| \| \| \| \| \| \| \| \| \| \| \| \| 30. Filippo I xứ Parma (=10) \| \| \| \| \| \| \| \| \| \| \| \| \| \| \| \| \| \| \| \| \| \| \| \| \| \| \| \| \| \| \| \| \| \| \| \| \| \| \| \| \| \| \| \| \| \| \| \| \| \| \| \| \| \| 15. María Luisa của Parma (=5) \| \| \| \| \| \| \| \| \| \| \| \| \| \| \| \| \| \| \| \| \| \| \| \| \| \| \| \| \| \| \| \| \| \| \| \| \| \| \| \| \| \| \| \| \| \| \| \| \| \| \| \| \| \| 31. Louise Élisabeth của Pháp (=11) \| \| \| \| \| \| \| \| \| \| \| \| \| \| \| \| \| \| \| \| \| \| \| \| \| \| \| \| \| \| \| \| \| \| \| \| \| \| \| \| \| \| \| \| \| \| \| \| \| \| \| \| |                                     |  |  |  |  |  |  |  |  |  |  |  |  |  |  |  |
| |                                     |  |  |  |  |  |  |  |  |  |  |  |  |  |  |  |
| | 16. Felipe V của Tây Ban Nha        |  |  |  |  |  |  |  |  |  |  |  |  |  |  |  |
| |                                     |  |  |  |  |  |  |  |  |  |  |  |  |  |  |  |
| |                                     |  |  |  |  |  |  |  |  |  |  |  |  |  |  |  |
| | 8. Carlos III của Tây Ban Nha       |  |  |  |  |  |  |  |  |  |  |  |  |  |  |  |
| |                                     |  |  |  |  |  |  |  |  |  |  |  |  |  |  |  |
| |                                     |  |  |  |  |  |  |  |  |  |  |  |  |  |  |  |
| | 17. Elisabetta Farnese              |  |  |  |  |  |  |  |  |  |  |  |  |  |  |  |
| |                                     |  |  |  |  |  |  |  |  |  |  |  |  |  |  |  |
| |                                     |  |  |  |  |  |  |  |  |  |  |  |  |  |  |  |
| | 4. Carlos IV của Tây Ban Nha        |  |  |  |  |  |  |  |  |  |  |  |  |  |  |  |
| |                                     |  |  |  |  |  |  |  |  |  |  |  |  |  |  |  |
| |                                     |  |  |  |  |  |  |  |  |  |  |  |  |  |  |  |
| | 18. August III của Ba Lan           |  |  |  |  |  |  |  |  |  |  |  |  |  |  |  |
| |                                     |  |  |  |  |  |  |  |  |  |  |  |  |  |  |  |
| |                                     |  |  |  |  |  |  |  |  |  |  |  |  |  |  |  |
| | 9. Maria Amalia xứ Sachsen          |  |  |  |  |  |  |  |  |  |  |  |  |  |  |  |
| |                                     |  |  |  |  |  |  |  |  |  |  |  |  |  |  |  |
| |                                     |  |  |  |  |  |  |  |  |  |  |  |  |  |  |  |
| | 19. Maria Josepha của Áo            |  |  |  |  |  |  |  |  |  |  |  |  |  |  |  |
| |                                     |  |  |  |  |  |  |  |  |  |  |  |  |  |  |  |
| |                                     |  |  |  |  |  |  |  |  |  |  |  |  |  |  |  |
| | 2. Fernando VII của Tây Ban Nha     |  |  |  |  |  |  |  |  |  |  |  |  |  |  |  |
| |                                     |  |  |  |  |  |  |  |  |  |  |  |  |  |  |  |
| |                                     |  |  |  |  |  |  |  |  |  |  |  |  |  |  |  |
| | 20. Felipe V của Tây Ban Nha (=16)  |  |  |  |  |  |  |  |  |  |  |  |  |  |  |  |
| |                                     |  |  |  |  |  |  |  |  |  |  |  |  |  |  |  |
| |                                     |  |  |  |  |  |  |  |  |  |  |  |  |  |  |  |
| | 10. Filippo I xứ Parma              |  |  |  |  |  |  |  |  |  |  |  |  |  |  |  |
| |                                     |  |  |  |  |  |  |  |  |  |  |  |  |  |  |  |
| |                                     |  |  |  |  |  |  |  |  |  |  |  |  |  |  |  |
| | 21. Elisabetta Farnese (=17)        |  |  |  |  |  |  |  |  |  |  |  |  |  |  |  |
| |                                     |  |  |  |  |  |  |  |  |  |  |  |  |  |  |  |
| |                                     |  |  |  |  |  |  |  |  |  |  |  |  |  |  |  |
| | 5. María Luisa của Parma            |  |  |  |  |  |  |  |  |  |  |  |  |  |  |  |
| |                                     |  |  |  |  |  |  |  |  |  |  |  |  |  |  |  |
| |                                     |  |  |  |  |  |  |  |  |  |  |  |  |  |  |  |
| | 22. Louis XV của Pháp               |  |  |  |  |  |  |  |  |  |  |  |  |  |  |  |
| |                                     |  |  |  |  |  |  |  |  |  |  |  |  |  |  |  |
| |                                     |  |  |  |  |  |  |  |  |  |  |  |  |  |  |  |
| | 11. Louise Élisabeth của Pháp       |  |  |  |  |  |  |  |  |  |  |  |  |  |  |  |
| |                                     |  |  |  |  |  |  |  |  |  |  |  |  |  |  |  |
| |                                     |  |  |  |  |  |  |  |  |  |  |  |  |  |  |  |
| | 23. Maria của Ba Lan                |  |  |  |  |  |  |  |  |  |  |  |  |  |  |  |
| |                                     |  |  |  |  |  |  |  |  |  |  |  |  |  |  |  |
| |                                     |  |  |  |  |  |  |  |  |  |  |  |  |  |  |  |
| | 1. Isabel II của Tây Ban Nha        |  |  |  |  |  |  |  |  |  |  |  |  |  |  |  |
| |                                     |  |  |  |  |  |  |  |  |  |  |  |  |  |  |  |
| |                                     |  |  |  |  |  |  |  |  |  |  |  |  |  |  |  |
| | 24. Carlos III của Tây Ban Nha (=8) |  |  |  |  |  |  |  |  |  |  |  |  |  |  |  |
| |                                     |  |  |  |  |  |  |  |  |  |  |  |  |  |  |  |
| |                                     |  |  |  |  |  |  |  |  |  |  |  |  |  |  |  |
| | 12. Ferdinando I của Hai Sicilie    |  |  |  |  |  |  |  |  |  |  |  |  |  |  |  |
| |                                     |  |  |  |  |  |  |  |  |  |  |  |  |  |  |  |
| |                                     |  |  |  |  |  |  |  |  |  |  |  |  |  |  |  |
| | 25. Maria Amalia xứ Sachsen (=9)    |  |  |  |  |  |  |  |  |  |  |  |  |  |  |  |
| |                                     |  |  |  |  |  |  |  |  |  |  |  |  |  |  |  |
| |                                     |  |  |  |  |  |  |  |  |  |  |  |  |  |  |  |
| | 6. Francesco I của Hai Sicilie      |  |  |  |  |  |  |  |  |  |  |  |  |  |  |  |
| |                                     |  |  |  |  |  |  |  |  |  |  |  |  |  |  |  |
| |                                     |  |  |  |  |  |  |  |  |  |  |  |  |  |  |  |
| | 26. Franz I của Thánh chế La Mã     |  |  |  |  |  |  |  |  |  |  |  |  |  |  |  |
| |                                     |  |  |  |  |  |  |  |  |  |  |  |  |  |  |  |
| |                                     |  |  |  |  |  |  |  |  |  |  |  |  |  |  |  |
| | 13. Maria Karolina của Áo           |  |  |  |  |  |  |  |  |  |  |  |  |  |  |  |
| |                                     |  |  |  |  |  |  |  |  |  |  |  |  |  |  |  |
| |                                     |  |  |  |  |  |  |  |  |  |  |  |  |  |  |  |
| | 27. Maria Theresia I của Áo         |  |  |  |  |  |  |  |  |  |  |  |  |  |  |  |
| |                                     |  |  |  |  |  |  |  |  |  |  |  |  |  |  |  |
| |                                     |  |  |  |  |  |  |  |  |  |  |  |  |  |  |  |
| | 3. Maria Cristina của Hai Sicilie   |  |  |  |  |  |  |  |  |  |  |  |  |  |  |  |
| |                                     |  |  |  |  |  |  |  |  |  |  |  |  |  |  |  |
| |                                     |  |  |  |  |  |  |  |  |  |  |  |  |  |  |  |
| | 28. Carlos III của Tây Ban Nha (=8) |  |  |  |  |  |  |  |  |  |  |  |  |  |  |  |
| |                                     |  |  |  |  |  |  |  |  |  |  |  |  |  |  |  |
| |                                     |  |  |  |  |  |  |  |  |  |  |  |  |  |  |  |
| | 14. Carlos IV của Tây Ban Nha (=4)  |  |  |  |  |  |  |  |  |  |  |  |  |  |  |  |
| |                                     |  |  |  |  |  |  |  |  |  |  |  |  |  |  |  |
| |                                     |  |  |  |  |  |  |  |  |  |  |  |  |  |  |  |
| | 29. Maria Amalia xứ Sachsen (=9)    |  |  |  |  |  |  |  |  |  |  |  |  |  |  |  |
| |                                     |  |  |  |  |  |  |  |  |  |  |  |  |  |  |  |
| |                                     |  |  |  |  |  |  |  |  |  |  |  |  |  |  |  |
| | 7. María Isabel của Tây Ban Nha     |  |  |  |  |  |  |  |  |  |  |  |  |  |  |  |
| |                                     |  |  |  |  |  |  |  |  |  |  |  |  |  |  |  |
| |                                     |  |  |  |  |  |  |  |  |  |  |  |  |  |  |  |
| | 30. Filippo I xứ Parma (=10)        |  |  |  |  |  |  |  |  |  |  |  |  |  |  |  |
| |                                     |  |  |  |  |  |  |  |  |  |  |  |  |  |  |  |
| |                                     |  |  |  |  |  |  |  |  |  |  |  |  |  |  |  |
| | 15. María Luisa của Parma (=5)      |  |  |  |  |  |  |  |  |  |  |  |  |  |  |  |
| |                                     |  |  |  |  |  |  |  |  |  |  |  |  |  |  |  |
| |                                     |  |  |  |  |  |  |  |  |  |  |  |  |  |  |  |
| | 31. Louise Élisabeth của Pháp (=11) |  |  |  |  |  |  |  |  |  |  |  |  |  |  |  |
| |                                     |  |  |  |  |  |  |  |  |  |  |  |  |  |  |  |
| |                                     |  |  |  |  |  |  |  |  |  |  |  |  |  |  |  |